# Episparis penetrata
Episparis penetrata är en fjärilsart som beskrevs av Walker 1856. Episparis penetrata ingår i släktet Episparis och familjen nattflyn. Inga underarter finns listade i Catalogue of Life.

## Bildgalleri

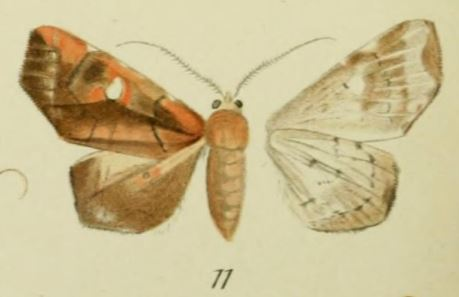